# Aster albescens
Aster albescens là một loài thực vật có hoa trong họ Cúc. Loài này được (DC.) Wall. ex Hand.-Mazz. mô tả khoa học đầu tiên năm 1938.